# 소손녕
소손녕(蕭遜寧, ? ~ 996년)은 거족 출신의 요라의 장수로 제3차 고려-거란 전쟁에서 거란군의 총사령관이었던 (蕭排押)의 동생이다. 본명은 항덕(蕭恆德)이고 손녕은 자이다.

## 생애
983년 요 종의 막내딸인 월국과 결혼하면서 부마도(駙馬都)에 임명되었다. 986년에는 송나라의 조빈(曹彬)의 거 공격에 대항한 공로를 인정받아 동경유수(東京留守)에 임명되었다. 988년에는 거의 송나라 공격에 참여했다. 
993년에는 80만에 달하는 대군을 이끌고 고려를 침략하였다. 제1차 고려-거 전쟁에서 압록강을 넘어 봉산(蓬山)을 빼앗은 소손녕은 안융진(安戎鎭)에서 고려군과 격전을 벌였으나 패배하였다. 이에 고려의 내사시랑(內史侍郞)인 서희(徐熙)가 소손녕과 담판을 벌여 강동 6주를 획득하였다. 
994년 8월에는 계성갈력공신(啓聖竭力功臣) 칭호를 받았으며 995년에는 발해의 유민이 세웠던 올야(兀惹)를 공격했다. 그렇지만 올야가 필사적인 저항에 나서면서 성을 함락시키는 데에는 실패했다. 소손녕은 공을 세우지 못하고 돌아갈 수 없다고 주장하면서 화삭노(和朔奴)와 함께 동남제부(東南諸部)까지 진격했고 고려 북쪽 경계에 이르렀다. 소손녕은 올야를 공격했지만 식량 보급은 오래 가지 못 했고 수많은 사상자를 냈다. 이 때문에 소손녕은 공신(功臣) 칭호를 박탈당했다. 
996년에는 여진의 포로모타부(蒲盧毛朵部)를 공격하고 요라로 귀환했다. 월국이 병이 든 뒤부터 생모인 예지황후가 궁녀인 현석(賢釋)을 파견하여 시중을 들게 했지만, 소손녕은 궁녀 현석과 사사롭게 살았다. 월국이 사망한 것에 분노한 예지황후는 소손녕에게 사약을 보내면서 사사시켰다. 사후에 난릉군왕(蘭陵郡王)으로 봉해졌다. 

## 소손녕이 등장한 작품
- 《천추태후》(KBS, 2009년 ~ 2009년, 배우: 지대한)

## 전기 자료
- 『요사』 권88, 「열전」18, 소항덕